# Linaria pedunculata
Linaria pedunculata är en grobladsväxtart som först beskrevs av Carl von Linné, och fick sitt nu gällande namn av Chaz.. Linaria pedunculata ingår i släktet sporrar, och familjen grobladsväxter. Inga underarter finns listade i Catalogue of Life.